# Santa Marina del Sil
Santa Marina del Sil es una localidad perteneciente al municipio de Toreno, en la comarca del Bierzo, provincia de León. Está situada a orillas del pantano de Bárcena, y a 5 km de la capital del Municipio. En su jurisdicción existen dos viaductos del Ferrocarril Ponferrada - Villablino, el más espectacular el de Cantarín.

## Historia
Durante el Antiguo Régimen fue un pueblo del señorío de la abadía de San Andrés de Espinareda.

## Pedanía
Constituye una Entidad Local Menor regida por una Junta Vecinal de tres miembros.

## Turismo
Cuenta con un Centro de Iniciativas Turísticas (CIT).
- Datos: Q7419733
- Multimedia: Santa Marina del Sil / Q7419733